# Kidane-Mihiret-Kirche

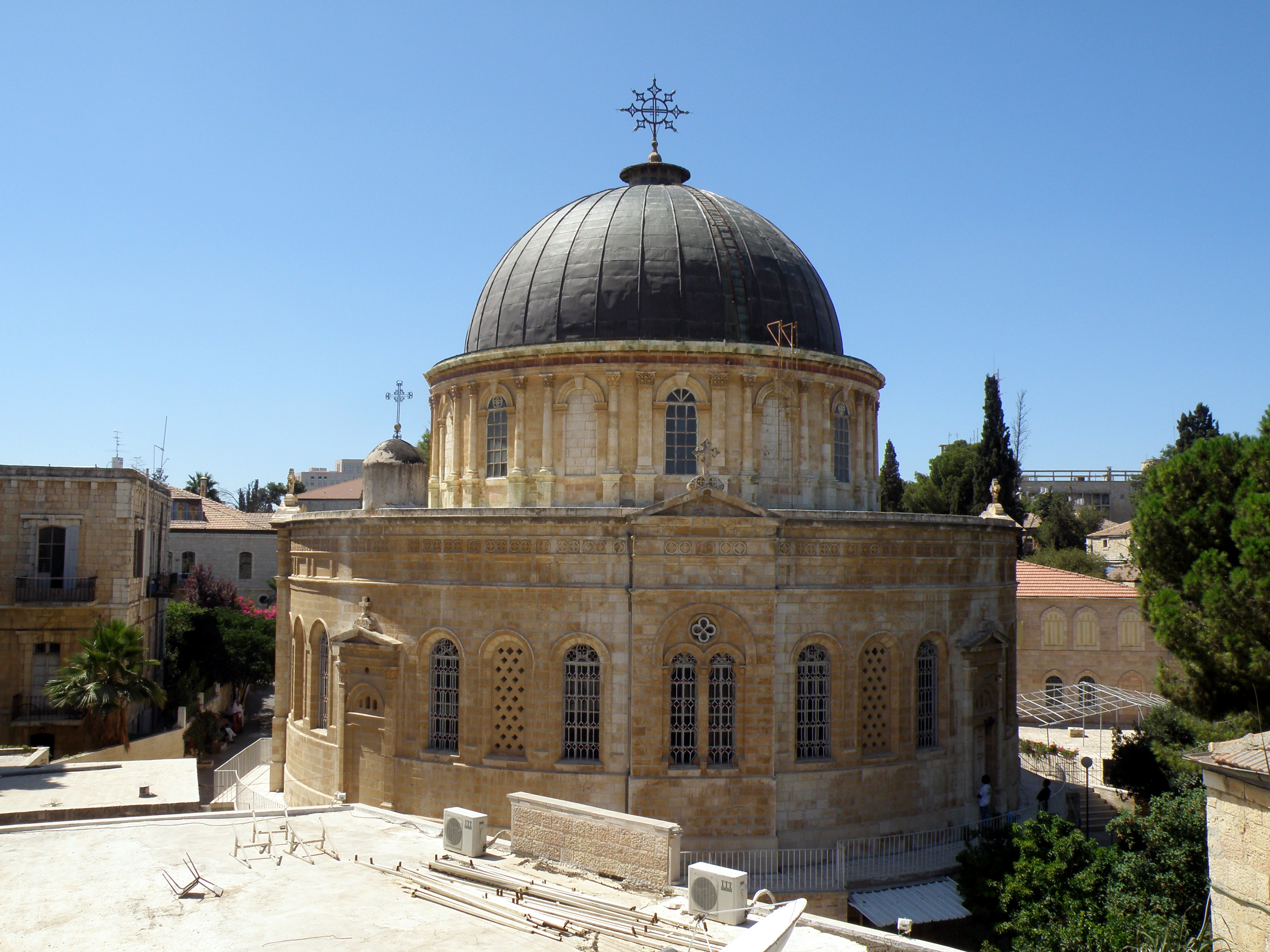
Kidane-Mihiret-Kirche

Die Kidane-Mihiret-Kirche, auch Kidane Mehret oder Kidane Mihret (amharisch ኪዳኔ ምህረት), ist eine Kirche der Äthiopisch-Orthodoxen Tewahedo-Kirche in Jerusalem.
Das Kirchengebäude ist Bestandteil des Klosters Debre Genet (ደብረ ገነት) und ist neben dem kleinen äthiopischen Kloster Deir es-Sultan auf der Grabeskirche der zweite äthiopische Klosterkomplex in Jerusalem.

## Geschichte
Der Kirchenbau in der Jerusalemer Neustadt (südlicher Teil) wurde vom äthiopischen Kaiser Yohannes IV. 1888 in Auftrag gegeben und – nach dessen Tod in der Schlacht von Gallabat 1889 – von seinem Nachfolger Menelik II. und dessen Frau Taytu gefördert. 1901 wurde die Kirche fertiggestellt.

## Architektur
Die Kirche ist eine Rotunde mit eingezogener Kuppel, die eine Höhe von etwa 30 m erreicht. Eine in Ge'ez verfasste, beidseitig von Darstellungen des Löwen von Juda eingerahmte Inschrift über dem Zugang zur Kirche erinnert an den Wohltäter Menelik II.